# خانه رنگرزها
خانه رنگرزها مربوط به اواخر دوره صفوی است و در اصفهان، خیابان ابن سینا، جوی باریکه ـ سنبلستان واقع شده و این اثر در تاریخ ۷ مهر ۱۳۵۴ با شمارهٔ ثبت ۱۱۰۴ به‌عنوان یکی از آثار ملی ایران به ثبت رسیده‌است.